# Svjetlodropke
Svjetlodropke (lat.: Acropomatidae) su porodica zrakoperki, jedna od  nekih 20 u redu Acropomatiformes.
FishBase navodi 2 priznata roda sa 10 vrsta, a WoRMS 10 rodova.

## Opis
Atlantski, Indijski i Tihi ocean. Dvije leđne peraje, prva sa 7-10 bodlji; drugi sa ili bez bodlji i sa 8-10 mekih šipčica; analna peraja s 2-3 bodlje i 7-9 mekih šipčica. Sedam graniostegalnih šipčica; 25 kralježaka. Operkul s dve zaobljene bodlje.  Ventralna peraja s jednom bodljom i 5 mekih šipčica. Vrste Acropoma sa svijetlim organima i anusom blizu baze ventralne peraje.

## Rodovi
1. Acropoma Temminck & Schlegel, 1843
2. Apogonops Ogilby, 1896
3. Caraibops Prokofiev & Schwarzhans, 2017
4. Doederleinia Steindachner, 1883
5. Kaperangus Prokofiev & Schwarzhans, 2017
6. Malakichthys Döderlein, 1883
7. Neoscombrops Gilchrist, 1922
8. Parascombrops Alcock, 1889
9. Synagrops Günther, 1887
10. Verilus Poey, 1860